# Зайончково (Куявсько-Поморське воєводство)
Зайончково (пол. Zajączkowo, нім. Senzkau) — село в Польщі, у гміні Хелмжа Торунського повіту Куявсько-Поморського воєводства.
Населення — 156 осіб (2011).
У 1975-1998 роках село належало до Торунського воєводства.

## Демографія
Демографічна структура станом на 31 березня 2011 року:
|          | Загалом | Допрацездатний вік | Працездатний вік | Постпрацездатний вік |
| -------- | ------- | ------------------ | ---------------- | -------------------- |
| Чоловіки | 81      | 22                 | 51               | 8                    |
| Жінки    | 75      | 13                 | 47               | 15                   |
| Разом    | 156     | 35                 | 98               | 23                   |